# Autoportret (F 627)
Autoportret (F 627) (niderl. Zelfportret), (ang. Self-portrait) – tytuł obrazu olejnego namalowanego przez Vincenta van Gogha we wrześniu 1889 podczas jego pobytu w miejscowości Saint-Rémy. Obraz znajduje się w zbiorach Musée d’Orsay w Paryżu.
Numer katalogowy: F 627, JH 1772.

## Historia
Podobnie jak Rembrandt i Goya, Vincent van Gogh często wykorzystywał siebie samego jako model, obserwując się uważnie w lustrze. Pisał w związku z tym do siostry: „Szukam głębszego podobieństwa, niż te, które można osiągnąć u fotografa”. I później do brata: „Ludzie mówią, a ja chciałbym w to wierzyć, że trudno jest poznać siebie samego. Nie jest też łatwo namalować siebie. Portrety namalowane przez Rembrandta to coś więcej, niż widok natury, to raczej objawienie”.
W Saint-Rémy van Gogh namalował swoje trzy ostatnie autoportrety. Było to w okresie, kiedy po kolejnym ataku choroby miał zakaz wychodzenia na zewnątrz. Najbardziej znanym z tych trzech i jednym z najsłynniejszych jest ten, który znajduje się obecnie w Musée d’Orsay.

## Opis
Obraz przedstawia popiersie artysty. Jest on ubrany w marynarkę, a nie w kurtkę, w której zwykle pracował. Uwaga widza skupia się na wychudłej i nieruchomej twarzy artysty, o wyrazistych rysach. Z twarzy tej można odczytać wstrząsające przeżycia niedawnej przeszłości, pomimo że van Gogh napisał do brata, iż z „ogromnym trudem namalował siebie spokojnego”. W przeciwieństwie do kilku autoportretów namalowanych po dużym kryzysie w grudniu 1888 tu pokazał lewą, nie zranioną część twarzy. Obwiedzione zielonym kolorem oczy artysty wydają się być nieustępliwe i pełne niepokoju.
Dobrze przemyślana jest konstrukcja obrazu: artysta stopniowo intensyfikuje kolorowe, falujące linie przechodząc od białego niuansu koszuli poprzez marynarkę i głowę aż do śmiałych spirali z tyłu, na ścianie. Dominującym na obrazie kolorem jest absyntowa zieleń i jasny błękit marynarki i tła skontrastowane z ostrym oranżem brody i włosów; ten sam kolor został użyty dla przedstawienia zarówno wirującego tła, jak i ubioru artysty. W tym morzu błękitu jego głowa, umieszczona w centrum obrazu, jawi się niczym ikona.